# Jana Kaczur
Jana Hryhoriwna Kaczur (ukr. Яна Григорівна Качур; ur. 13 stycznia 1997 w Bandurowym) – ukraińska lekkoatletka specjalizująca się w biegach sprinterskich. Dwukrotna brązowa medalistka młodzieżowych mistrzostw Europy.
Karierę międzynarodową rozpoczęła w 2013 roku podczas mistrzostw świata juniorów młodszych rozgrywanych w Doniecku, startując w biegu na 400 metrów oraz sztafecie szwedzkiej. Rok później, występując w finale B, zajęła, 9. miejsce w biegu na 400 metrów podczas igrzysk olimpijskich młodzieży w Nankin. W sezonie 2016 podczas mistrzostw świata juniorów rozgrywanych w Bydgoszczy awansowała do półfinału biegu na 100 metrów oraz zajęła 5. miejsce ze sztafetą 4 × 400 metrów. Rok później również startowała w Bydgoszczy, podczas młodzieżowych mistrzostw Europy, zdobywając dwa brązowe medale, w biegu na 200 metrów oraz w sztafecie 4 × 400 metrów. W Londynie zadebiutowała na seniorskich mistrzostwach świata. W 2018 roku wzięła udział w rozgrywanych w Berlinie mistrzostwach Europy. W sezonie 2019 brała udział w halowych mistrzostwach Europy w Glasgow, zawodach IAAF World Relays w Jokohamie, młodzieżowych mistrzostwach Europy w Gävle oraz światowych wojskowych igrzyskach sportowych w Wuhan. Reprezentowała również Ukrainę podczas drużynowych mistrzostw Europy.
Medalistka mistrzostw Ukrainy oraz halowych mistrzostw Ukrainy.
Wynik, który uzyskała w sztafecie 4 × 100 metrów podczas drużynowych mistrzostw Europy w 2017 roku został anulowany z powodu wykrycia dopingu u jednej z uczestniczek tej sztafety, Ołesi Powch.

## Rezultaty
| Rok  | Impreza                                 | Miejsce   | Konkurencja        | Pozycja    | Wynik   |
| ---- | --------------------------------------- | --------- | ------------------ | ---------- | ------- |
| 2013 | Mistrzostwa Świata juniorów młodszych   | Donieck   | bieg na 400 m      | eliminacje | 56,00   |
| 2013 | Mistrzostwa Świata juniorów młodszych   | Donieck   | sztafeta szwedzka  | eliminacje | 2:14,54 |
| 2014 | Igrzyska olimpijskie młodzieży          | Nankin    | bieg na 400 m      | 9. miejsce | 54,48   |
| 2016 | Mistrzostwa Świata juniorów             | Bydgoszcz | bieg na 100 m      | półfinał   | 11,62   |
| 2016 | Mistrzostwa Świata juniorów             | Bydgoszcz | sztafeta 4 × 400 m | 5. miejsce | 3:33,95 |
| 2017 | Superliga drużynowych mistrzostw Europy | Lille     | sztafeta 4 × 100 m | DSQ        | 43,09   |
| 2017 | Młodzieżowe mistrzostwa Europy          | Bydgoszcz | bieg na 200 m      | 3. miejsce | 23,20   |
| 2017 | Młodzieżowe mistrzostwa Europy          | Bydgoszcz | sztafeta 4 × 400 m | 3. miejsce | 3:30,22 |
| 2017 | Mistrzostwa świata                      | Londyn    | bieg na 200 m      | eliminacje | 23,47   |
| 2017 | Mistrzostwa świata                      | Londyn    | sztafeta 4 × 100 m | eliminacje | 43,77   |
| 2018 | Mistrzostwa Europy                      | Berlin    | bieg na 200 m      | eliminacje | 24,00   |
| 2018 | Mistrzostwa Europy                      | Berlin    | sztafeta 4 × 100 m | eliminacje | 43,90   |
| 2019 | Halowe mistrzostwa krajów bałkańskich   | Stambuł   | bieg na 60 m       | 2. miejsce | 7,35    |
| 2019 | Halowe mistrzostwa Europy               | Glasgow   | bieg na 60 m       | eliminacje | 7,52    |
| 2019 | IAAF World Relays                       | Jokohama  | sztafeta 4 × 100 m | eliminacje | 44,55   |
| 2019 | Młodzieżowe mistrzostwa Europy          | Gävle     | bieg na 200 m      | eliminacje | 24,18   |
| 2019 | Młodzieżowe mistrzostwa Europy          | Gävle     | sztafeta 4 × 400 m | 4. miejsce | 3:34,33 |
| 2019 | Superliga drużynowych mistrzostw Europy | Bydgoszcz | sztafeta 4 × 100 m | 9. miejsce | 44,34   |
| 2019 | Światowe wojskowe igrzyska sportowe     | Wuhan     | bieg na 100 m      | eliminacje | 11,98   |
| 2019 | Światowe wojskowe igrzyska sportowe     | Wuhan     | bieg na 200 m      | półfinał   | DNF     |
| 2019 | Światowe wojskowe igrzyska sportowe     | Wuhan     | sztafeta 4 × 100 m | 4. miejsce | 44,64   |

## Rekordy życiowe
- bieg na 60 metrów – 7,29 (27 grudnia 2019, Kijów)
- bieg na 100 metrów – 11,42 (23 lipca 2022, Lwów)
- bieg na 200 metrów (hala) – 23,77 (12 stycznia 2019, Kijów)
- bieg na 200 metrów (stadion) – 23,18 (12 stycznia 2019, Łuck)
- bieg na 400 metrów (hala) – 53,43 (1 lutego 2020, Mondeville)
- bieg na 400 metrów (stadion) – 52,88 (19 czerwca 2021, Łuck)